# Jaroslav Baška
Jaroslav Baška (ur. 5 kwietnia 1975 w Powaskiej Bystrzycy) – słowacki polityk, od 2008 do 2010 minister obrony w rządzie Roberta Ficy.

## Życiorys
W latach 1993–1998 studiował na wydziale elektrotechnicznym Uniwersytetu Żylińskiego, następnie pracował jako menedżer i inżynier w prywatnych przedsiębiorstwach. W 2002 uzyskał mandat posła do Rady Narodowej z listy partii SMER. Był członkiem delegacji do Zgromadzenia Parlamentarnego Rady Europy. W 2006 z powodzeniem ubiegał się o reelekcję. W latach 2006–2008 pełnił funkcję wójta miejscowości Dohňany. W latach 2006–2008 był również wiceministrem, zaś od 30 stycznia 2008 do 9 lipca 2010 ministrem obrony Słowacji. W 2010, 2012, 2016, 2020 i 2023 ponownie wybierany do słowackiego parlamentu. W 2013 został nadto przewodniczącym kraju trenczyńskiego (reelekcja w 2017 oraz 2022).